# مچنیکو (دهانه)
مچنیکو یک دهانه برخوردی در ماه‌ است.

## دهانه‌های اقماری
این دهانه ۶ دهانه اقماری دارد.
| Mechnikov | عرض جغرافیایی | طول جغرافیایی | قطر          |
| --------- | ------------- | ------------- | ------------ |
| C         | ۹.۹° S        | ۱۴۸.۰° W      | ۳۵.۰ کیلومتر |
| D         | ۱۰.۲° S       | ۱۴۷.۲° W      | ۵۳.۰ کیلومتر |
| G         | ۱۱.۸° S       | ۱۴۶.۶° W      | ۱۷.۰ کیلومتر |
| F         | ۱۱.۳° S       | ۱۴۵.۰° W      | ۳۰.۰ کیلومتر |
| U         | ۱۰.۶° S       | ۱۵۰.۹° W      | ۳۰.۰ کیلومتر |
| Z         | ۹.۳° S        | ۱۴۹.۲° W      | ۲۱.۰ کیلومتر |